# パニオニオスGSS
パニオニオスGSS（ギリシア語: Πανιώνιος Γ.Σ.Σ. : Πανιώνιος Γυμναστικός Σύλλογος Σμύρνης, 英語: Panionios GSS）は、ギリシャのアテネ郊外のネア・スミルニを本拠地とする総合スポーツクラブ。サッカー部門（パニオニオスFC）やバレーボール部門（1913年創設）、バスケットボール部門（パニオニオスBC、1919年創設）、ハンドボール部門（1981年創設）、水球部門（1985年創設）などから成る。

## 歴史
1890年、スミュルナで会員に体育や音楽教育を行うクラブ「オルペウス」として創設された。1893年、スポーツ活動をクラブの中心にすることを望むオルペウスの会員によって、新しいクラブであるギュムナシオンが創設された。1898年、オルペウスとギムナシオンは合併し、パニオニオスGSSが誕生した。1922年、希土戦争でトルコによってスミュルナが占領されると、アテネに移動し、パナシナイコスタジアムのロッカールームからクラブの再興が始まった。